# St. Stephan (Hohenzell)

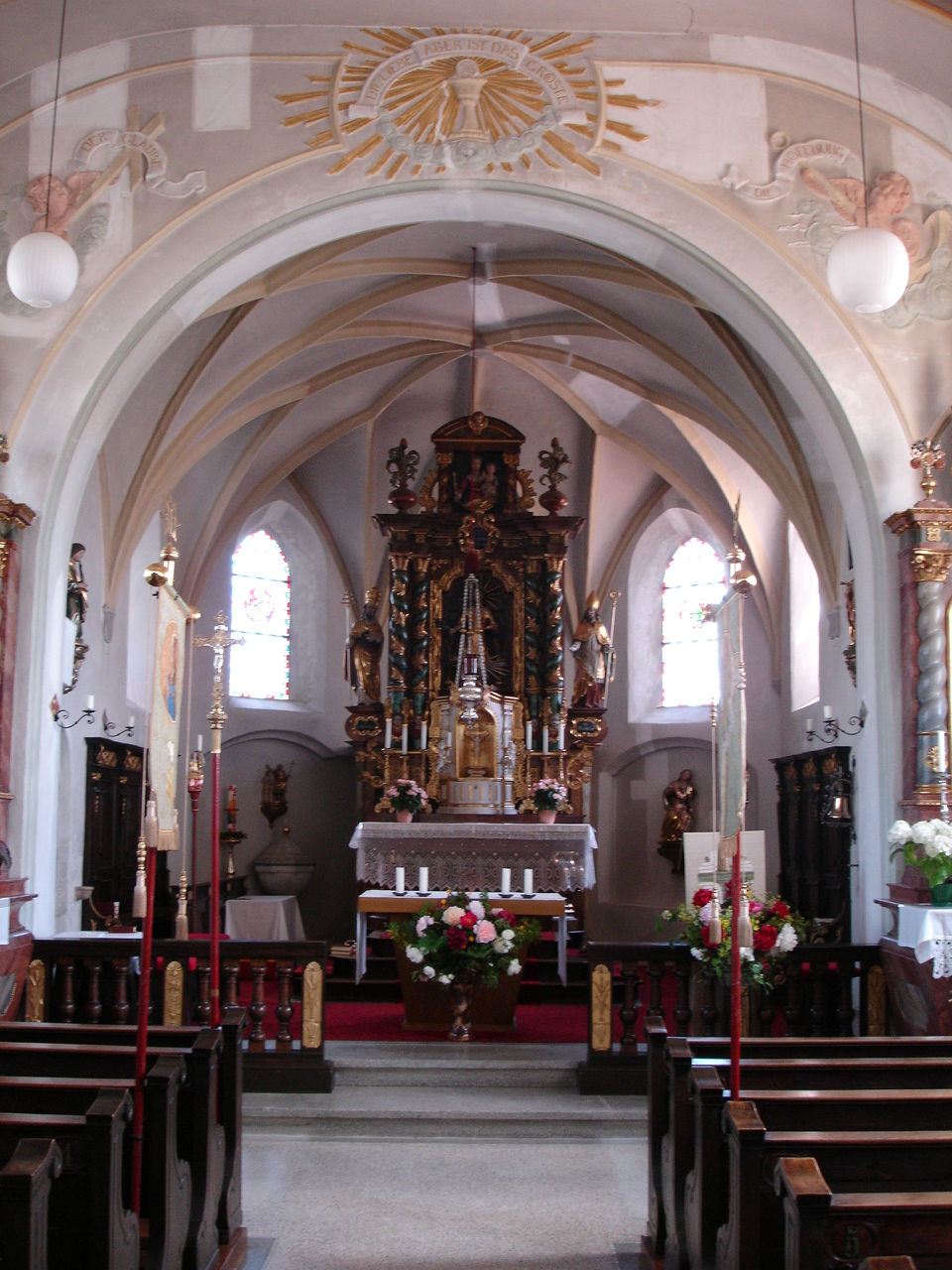
Kirche St. Stephan in Hohenzell, Innenansicht

Die katholische Pfarrkirche St. Stephan in Hohenzell, einem Gemeindeteil von Altomünster im oberbayerischen Landkreis Dachau, wurde ursprünglich im Mittelalter errichtet. Die Kirche am Pfarrer-Marz-Weg, ist dem heiligen Stephanus geweiht wurde, ist ein geschütztes Baudenkmal.

## Architektur
Der Saalbau mit eingezogenem, fünfseitig geschlossenem Chor besitzt im nördlichen Winkel einen Turm mit Oktogon und Zwiebelhaube. Der Chor stammt aus dem 15. Jahrhundert. Das Langhaus wurde 1926 erneuert und der 28 Meter hohe Turm wurde 1927 errichtet. Der Entwurf des Neubaus stammt von dem Münchner Architekten Joseph Elsner junior.

## Bleiglasfenster
Die Bleiglasfenster wurden von der Hofglasmalerei Georg Schneider aus Regensburg gefertigt. Zwei Fenster im Altarraum stellen den heiligen Josef mit dem Jesuskind und einer Lilie in der Hand und die heilige Anna mit ihrer Tochter Maria auf dem Arm dar.

## Ausstattung
Die Ausstattung mit drei Altären stammt aus der Barockzeit. Die Deckengemälde schufen die Münchner Maler Oswald Völkel und W. Lessig.

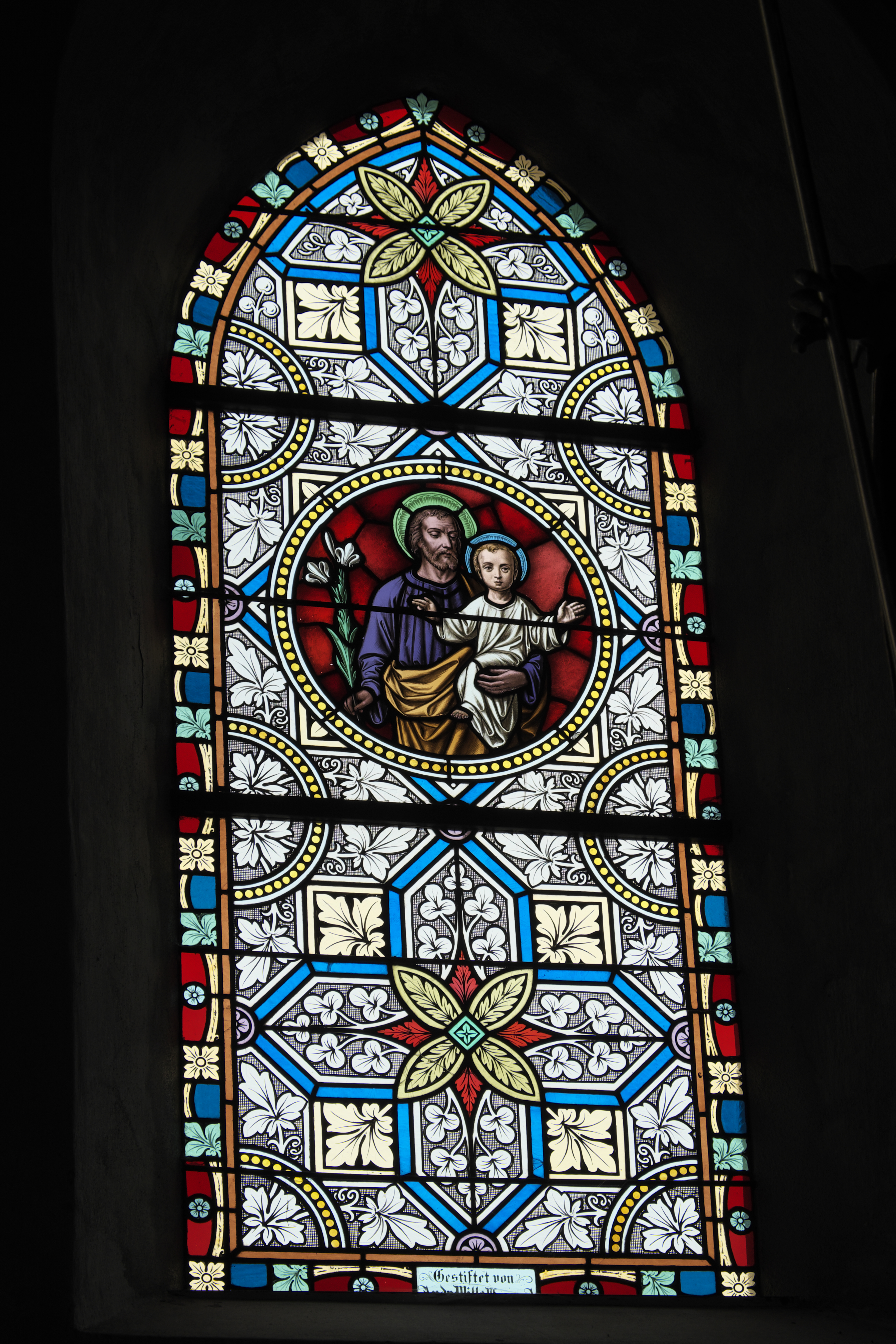
Fenster mit dem hl. Josef mit Jesuskind
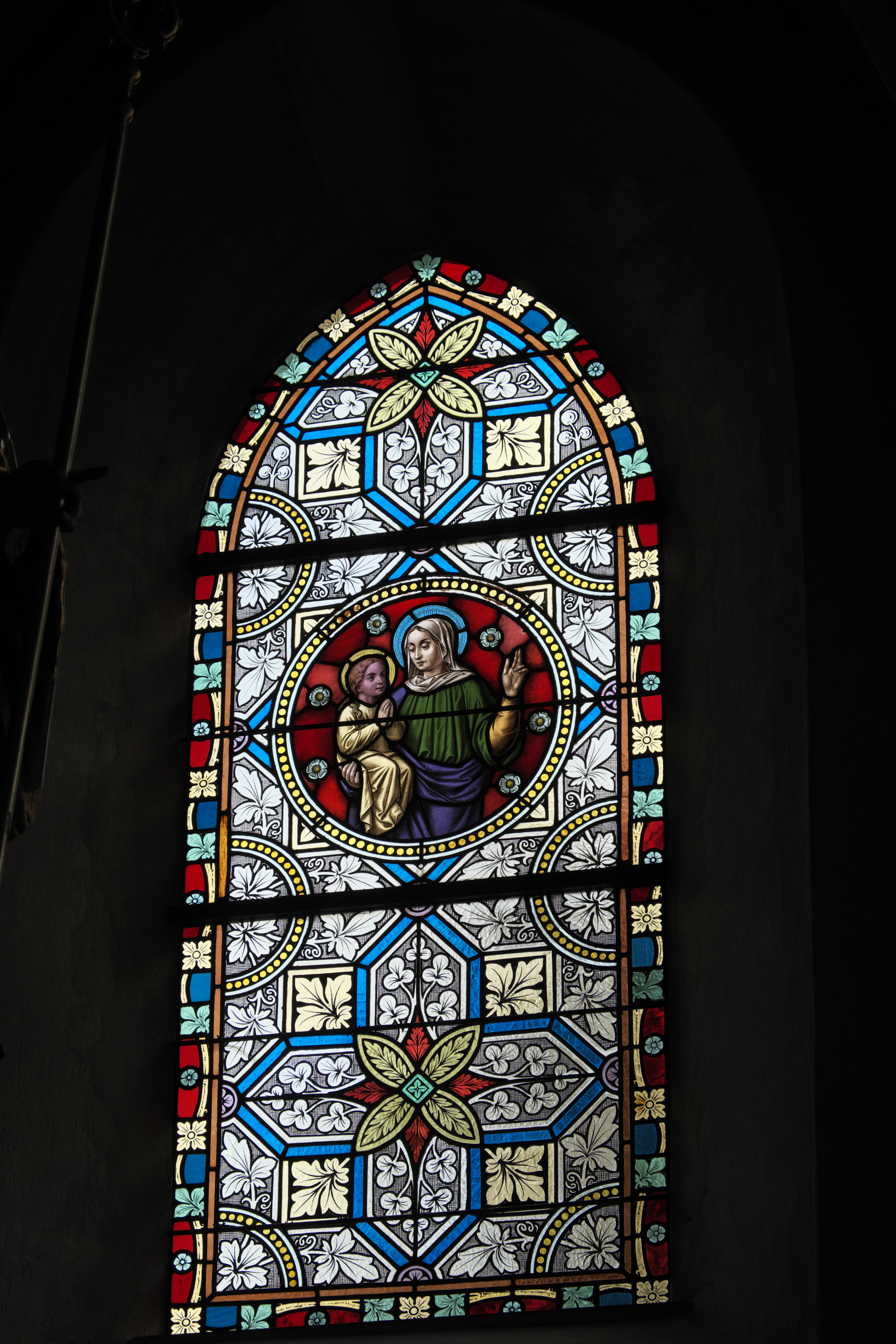
Hl. Anna mit Maria
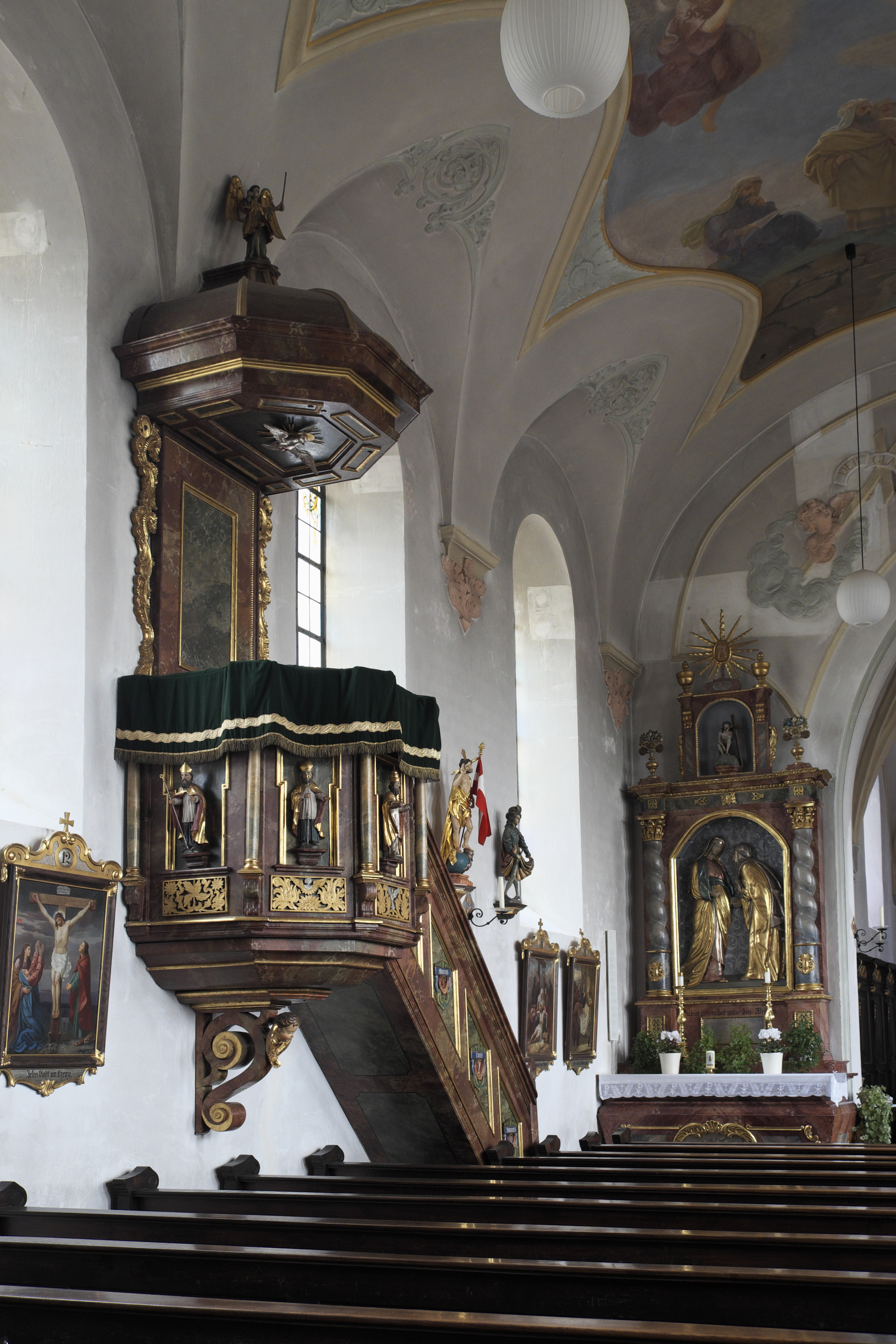
Kanzel
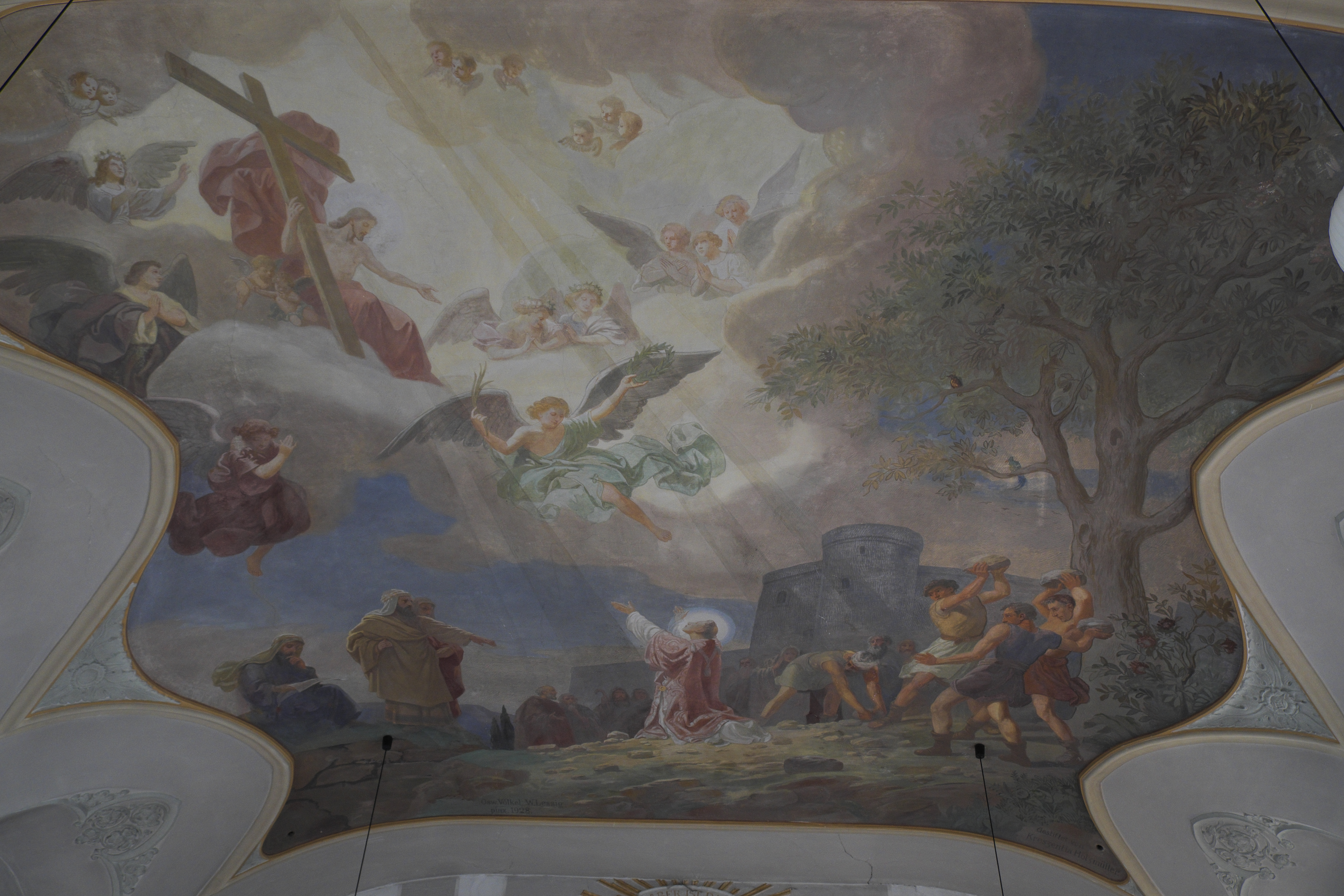
Deckengemälde: Steinigung des hl. Stephanus